# NGC 6164
NGC 6164 is een emissienevel in het sterrenbeeld Winkelhaak. Het hemelobject werd op 1 juli 1834 ontdekt door de Britse astronoom John Herschel.

## Synoniemen
- ESO 226-PN13
- PK 336-0.1
- ESO 226-EN12
- AM 1630-475